# Église Saint-Sauveur de Desvres
L'église Saint-Sauveur est située à Desvres, dans le Pas-de-Calais.

## Galerie d'images

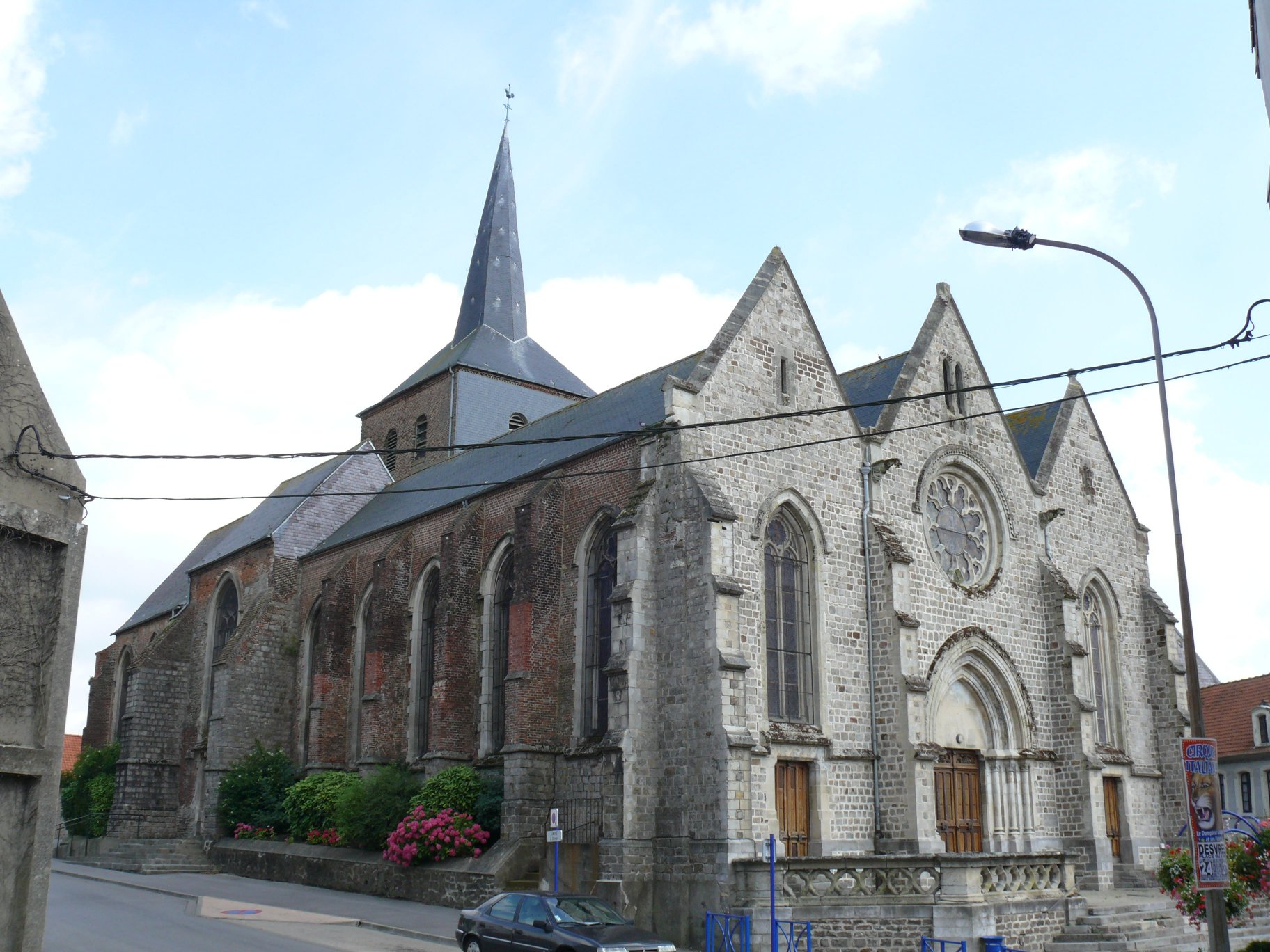
La façade et le flanc.
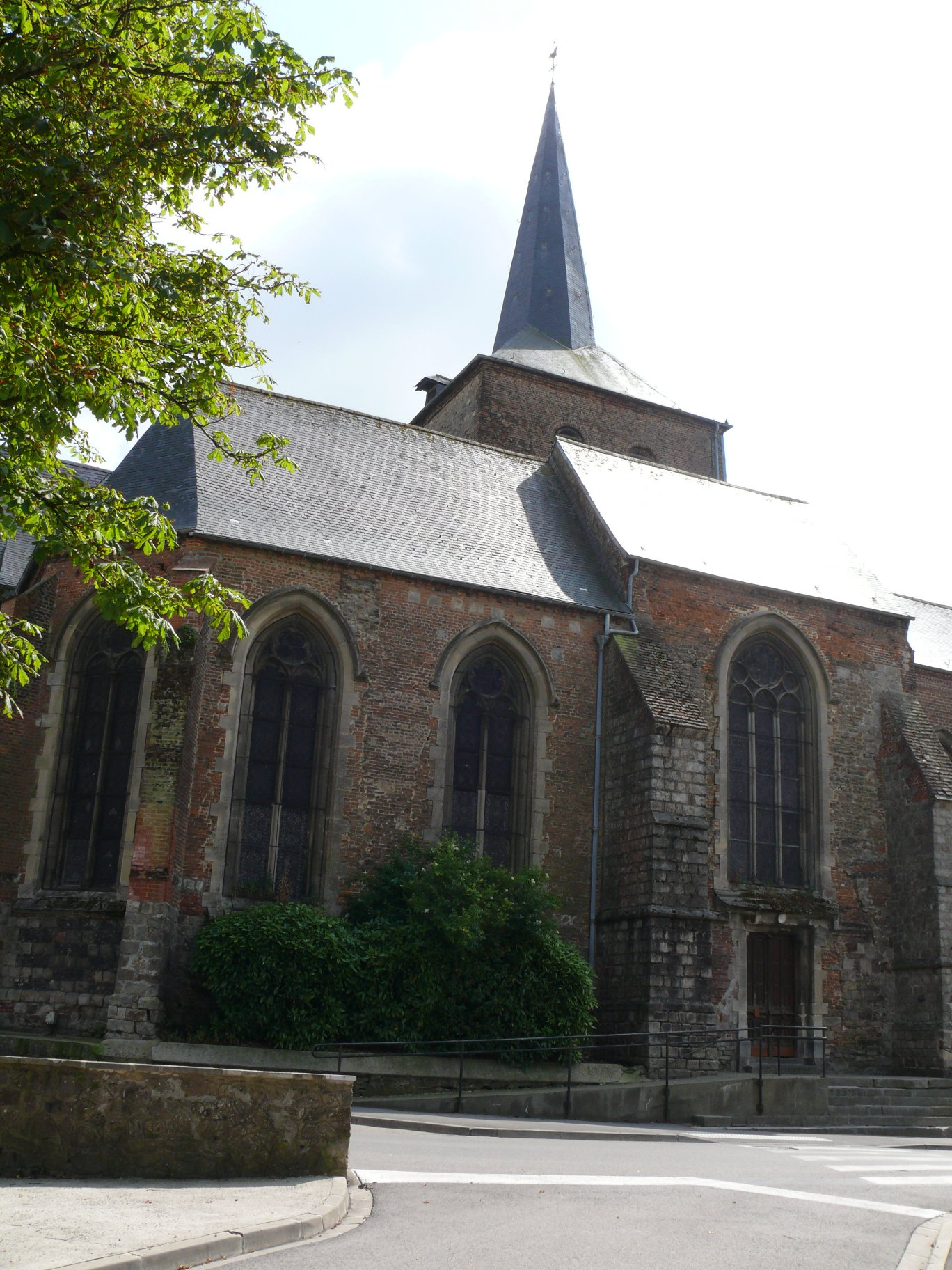
Autre vue.
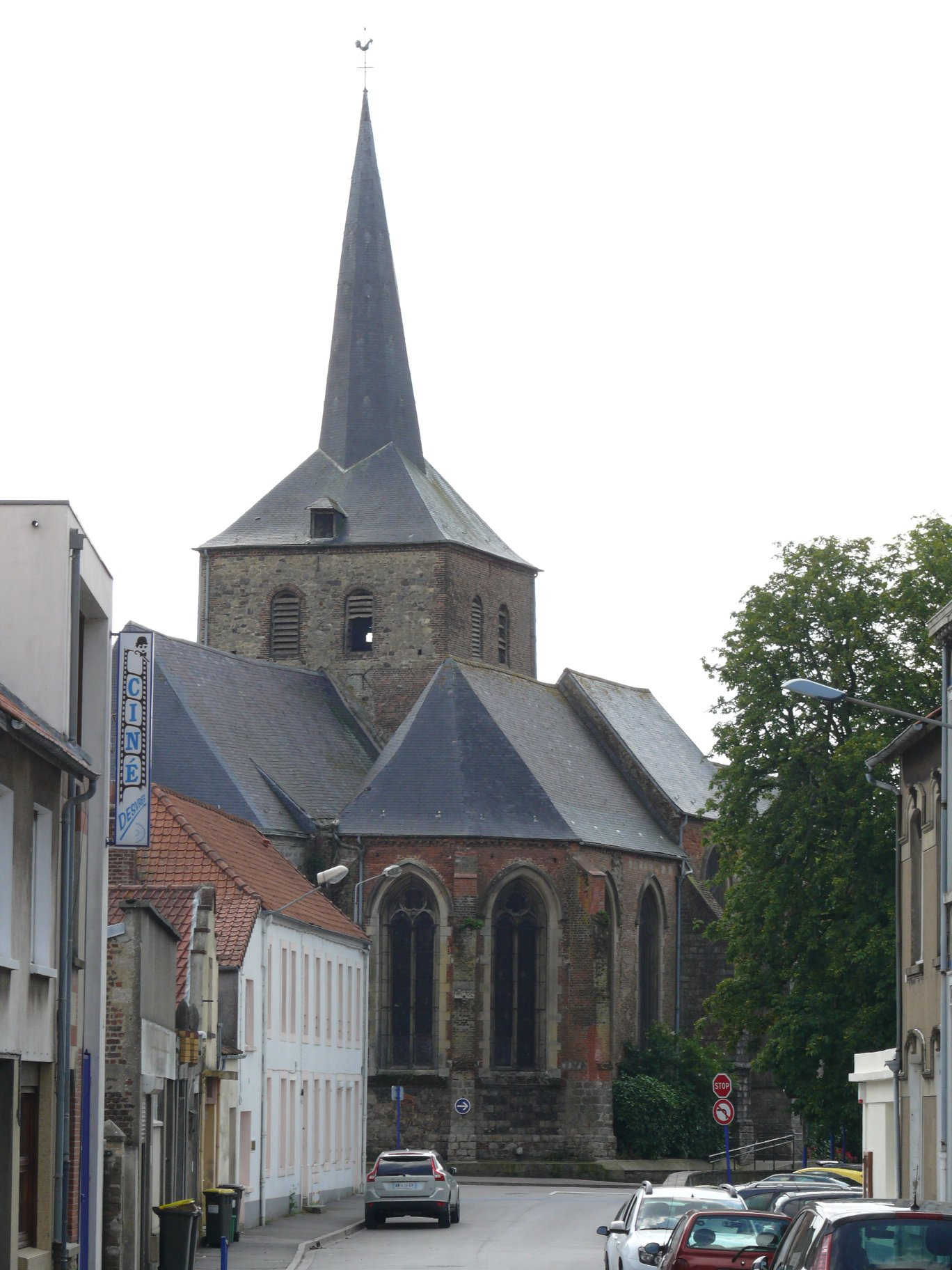
Le chevet.